# Горшельт, Теодор
Теодор (Фёдор Фёдорович) Горшельт (нем. Theodor Horschelt; 16 марта 1829[…], Мюнхен — 3 апреля 1871[…], Мюнхен) — немецкий живописец и рисовальщик, баталист.

## Биография
Теодор Горшельт учился художественному мастерству в Мюнхенской академии художеств под руководством Г. Аншютца, после чего посещал для изучения лошадей мастерскую А. Адама и пользовался советами знаменитого Каульбаха. Вначале занимался изображением охотничьих сцен.
В 1853 году совершил вместе с литератором Гаклендером и архитектором Лейнсом поездку в Испанию и Алжир и вывез из последнего массу этюдов и рисунков, из которых некоторые послужили материалом для написанных им вскоре после того картин и акварелей, представляющих тамошние типы и сцены народной жизни.
В 1858 году отправился на Кавказ, вначале он был советником Крузенштерна в Тифлисе, потом перебрался на левый фланг Кавказской линии, сопровождал экспедицию Вревского в Дагестан; в 1859 году принимал участие в зимнем походе генерала Евдокимова в Чечню и в военных действиях против черкесов черноморского прибрежья; был свидетелем пленения Шамиля; посетил Баку, Эривань и другие места Армении. За участие в экспедиции генерала Вревского против лезгин был отмечен орденом Святого Станислава 3 степени с мечами.
В 1859 году в зимней экспедиции Евдокимова в Чечню. В окрестностях Ведено Горшельт решил сделать зарисовки пейзажа.
«Как только вы возьмете в руки листок бумаги, они тут же начнут стрелять, — сказал ему один из офицеров. — По крайней мере, это было вчера, когда офицер инженерных войск сделал несколько шагов в этом направлении, кажется, они где-то припрятали свою подзорную трубу, так как от них невозможно ничего утаить…». Так и случилось, едва Горшельт прислонился к дереву, и взял в руки карандаш, как со стороны редута раздались залпы. Художник продолжил рисовать, как он позже заметил «…отчасти из честолюбия…». Но в следующее мгновение раздался звук разорвавшейся гранаты несколько солдат попадали на землю, затем над его головой пролетела еще одна граната и Горшельту пришлось временно оставить свое занятие.
Проведя около пяти лет на Кавказе, Горшельт возвратился в Мюнхен.
Здесь написаны им две большие картины: «Пленный Шамиль перед главнокомандующим князем Барятинским 25 августа 1859 года» и «Штурм аула Гуниб 25 августа 1859 года» (впоследствии переданы в семейство князя Барятинского) и значительное количество акварельных, карандашных и черченных пером рисунков, воспроизводящих эпизоды борьбы русских с кавказскими горцами и вообще воспоминания художника о Кавказе. Многие из этих рисунков были приобретены императором Александром II и изданы в фотографических снимках (И. Гоффертом в Санкт-Петербурге). Некоторые из их числа затем были переданы в Санкт-Петербургскую Академию художеств. Последняя в 1860 году признала Горшельта своим членом с титулом академика.
В 1870 году, с началом франко-прусской войны, отправился в действующую армию, но смог присутствовать только при осаде Страсбурга; больной дифтерией, он вернулся в Мюнхен, где скончался в апреле 1871 года.
Произведения Горшельта отличаются обдуманностью композиции, правдивой передачей движений, прекрасной характеристикой положений и действующих лиц и изяществом рисунка; но в его колорите и светотени не было достаточной силы; поэтому в картинах, писанных масляными красками, он является мастером менее искусным, чем в работах, исполненных карандашом, акварелью и пером.

## Кавказские типажи Горшельта
- Милиционер (ополченец) грузинской милиции (вспомогательного пророссийского ополчения).
- Ингилоец.
- Аслан-бек, воин из конвоя российского наместника на Кавказе.
- Офицер охотничьей команды
- Охотник Кабардинского полка.
- Тушинец.
- Кахетинец.
- Черкесы.
- Ночной секрет охотников Кабардинского полка
- Унтер-офицер Кабардинского полка.
- Охотник Кабардинского полка.
- Артиллерист фейервейкер Отдельного кавказского корпуса.